# Научная библиотека Национального университета «Киево-Могилянская академия»
Научная библиотека НаУКМА (укр. Наукова бібліотека НаУКМА) — учебное, информационное, научное, культурно-образовательное структурное подразделение Национального университета «Киево-Могилянская академия». Общий фонд библиотеки составляет более миллиона томов, включая 330 тыс. названий электронных ресурсов: (электронных журналов и книг, баз данных и т. п.). Коллекция произведений полностью представлена в электронном каталоге. В фондах библиотеки хранятся 67 частных коллекций учёных, культурных и общественных деятелей, среди которых Омельян Прицак, Олег Зуевский, Пётр Одарченко, Курт Зонтгаймер, Вячеслав Брюховецкий, Владимир Панченко, Михаил Брик, Сергей Квит, Дмитрий Павлычко, Вера Вовк, Сергей Иванюк и другие.
Библиотека поддерживает проект открытого электронного архива публикаций учёных университета — институционального репозитария EKMAIR. Библиотека — член Украинской библиотечной ассоциации и Ассоциации исследовательских библиотек Европы (LIBER).

## Структура
Библиотека объединяет 9 подразделений: Бакалаврскую библиотеку им. Антоновичей, Исследовательскую, Филологическую, Художественную, Американскую библиотеку, а также библиотек Польского Центра, Центра довузовской подготовки, Библиотеку-архив-музей Омельяна Прицака, Мемориальную Библиотеку Джеймса Мейсаа. В состав библиотеки входят также Фонд редкой книги и научный архив.

## История

### Библиотека Киево-Могилянской академии
Библиотека Киево-Могилянской академии была основана почти одновременно с Киевской братской школой в 1615 году. В XVII веке это была одна из крупнейших научных библиотек Восточной Европы. Активная деятельность Петра Могилы способствовала развитию библиотеки и значительному росту библиотечного фонда. Незадолго до своей смерти он завещал Академии свою библиотеку, состоящую из 2130 книг. Пётр Могила положил начало традиции личного дарения книг выдающимися деятелями. В 1658 году библиотека пострадала в результате пожара, который нанёс значительный ущерб. Во время разрушения коллегиума польскими завоевателями в 1665 году библиотека была почти полностью уничтожена. Часть книг сгорела или была разграблена захватчиками и мещанами. В начале XVIII века фонд библиотеки составлял около 3500 книг на разных языках, прежде всего на латыни. В библиотеке, кроме печатных изданий, хранилось большое количество рукописей, хроник, летописей, лекций профессоров, конспектов студентов и их научных трудов. Библиотека обладала также редкими изданиями XVI—XVII веков. Для приобретения книг за рубежом Академия поддерживала постоянные контакты с отдельными книгоиздателями из Силезии, Варшавы, Братиславы, Бреславля и других городов Западной Европы. Большую помощь в пополнении фондов оказывали украинские меценаты. В 1768 году по инициативе бывшего воспитанника академии Н. Бантыш-Каменского была основана отдельная бурсацкая библиотека для малоимущих студентов, которые не могли покупать книги. В качестве первого взноса Н. Бантыш-Каменский подарил библиотеке бурсы 145 книг, прежде всего по несколько экземпляров самых необходимых учебников.
В начале XVIII века библиотека пополнялась только за счёт подаренных книг, но уже во второй половине века начали проводиться систематические закупки книг. Вскоре фонд библиотеки вырос почти до 7000 экземпляров.
Пожары 1775 и 1780 годов на киевском Подоле снова нанесли огромный ущерб библиотеке. В частности, в 1780 году сгорело около 9000 книг из академической библиотеки, удалось же сохранить лишь 1670 томов. Позже библиотеку бурсы объединили с учебной академической, общий фонд которых насчитывал около 12 000 книг: словарей, ценных отечественных и зарубежных изданий по литературе, богословию, истории, географии, философии, грамматике, медицине, математике, астрономии, публицистике и др.
В последнее десятилетие XVIII века была предпринята попытка составить полный каталог книг библиотеки Академии. Вместе с богословскими, церковнославянскими и иностранными книгами здесь были представлены лексиконы-справочники, летописи, хроники и исторические произведения, а также учебная литература. Первый каталог книг библиотеки состоял из 150 печатных страниц.

### Библиотека Киевской духовной семинарии
После ликвидации Киево-Могилянской академии её наследницей стала Киевская духовная семинария. К концу XIX века фонды библиотеки насчитывали 150 000 томов. За годы советской власти большинство книг были или утеряны, или переданы в другие организации и заведения. Коллекция уцелевших изданий Киево-Могилянской библиотеки сейчас хранится в Национальной библиотеке Украины им. Вернадского.

### Научная библиотека НаУКМА
Новая научная библиотека была основана одновременно с возрождением университета в 1991 году. С февраля 1992 года началось наполнение фондов практически с нуля, прежде всего за счет даров и пожертвований.

## Библиотека в цифрах
Краткие сведения по состоянию на 1 января 2015 год.
- Штат — 67 работников
- Площадь — 5475 м²
- Общий фонд — 1 872 091 экз. / 1 587 452 названий
- Общий электронный фонд — 1 177 773 названий (142 базы данных)
- Общий печатный фонд — 753 522 экз. / 375 439 названий
- Основной книжный фонд — 533 342 экз. / 235 022 названий
- Основной фонд периодических изданий — 73 077 экз. / 2560 (из них газет — 316 комплектов / 58 названий; журналов: 72 761 экз. / 2502 названий)
- Научный архив — 16 фондов архивных документов личного происхождения; один фонд учреждений; один фонд конкурсов научно-творческих работ — 13 666 дел
- Электронная коллекция — э-журналы — 87 411, э-книги — 54 695; э-диссертации — 1 млн; э-документы — 27 087; мультимедийные материалы — 7373
- Общее количество посещений — 772 430, в среднем за день — 2166
- Общее количество книговыдач за год — 2 312 925
- Электронный каталог — около 328 896 записей

## Фонды

### Коллекции
Общий библиотечный фонд (по состоянию на 1 января 2015 г.) составил 1 872 091 экземпляров / 1 587 452 названий, включая 1 117 773 названий электронных изданий. Библиотечная коллекция полностью представлена в электронном каталоге, электронная коллекция через мультипоиск во всех ресурсах одновременно. Фонд Научной библиотеки НаУКМА начал формироваться практически с нуля с февраля 1992 года. Сейчас 70 % фонда составляют книги и периодические издания, подаренные более пятью тысячами физических лиц, учреждений и организаций из разных стран мира. Только половину Коллекции составляют издания на украинском языке (51 %), на английском — 23 %, остальные — на других языках мира (99 языков). Ежегодное пополнение фонда составляет 25—30 тыс. экемпляров.
Общий библиотечный фонд (по состоянию на 1 января 2017) составил 972 397 экземпляров, включая 341 332 названий ресурсов (198 баз данных).
Большую историческую и научную ценность библиотеки НаУКМА составляет Фонд коллекций — 66 (по состоянию на 01.10.2017): личные библиотеки украинских учёных и деятелей украинской диаспоры из США, Канады, Бразилии, Германии, Польши и др. Две коллекции составили основу для самостоятельных подразделений Библиотеки: Кабинет Омельяна Прицака и Библиотека-Архив Джеймса Мейса. Научный архив библиотеки содержит материалы преподавателей и научных сотрудников НаУКМА, представителей диаспоры.

### Фонд редкой книги
В библиотеке хранится более 10 000 названий редких и особо ценных книг. Большинство этих изданий находится в личных коллекциях украинских учёных и деятелей украинской диаспоры США, Канады, Бразилии, Германии, Польши и т. д., в том числе таких как Вячеслав Брюховецкий, Владимир Старицкий, Омельян Прицак, Олег Зуевский и др. 80 % фонда составляют издания конца XIX — начала XX века. Фонд был основан из книг об истории Киево-Могилянской академии Виктора Аскоченского, Фёдора Вовка, Степана Голубева, а также «Систематический каталог книг библиотеки Киевской Духовной Академии. 1890—1905» А. С. Крыловского. Среди особо ценных изданий начала XX в. — прижизненные издания деятелей политической и научной жизни Украины: Михаила Грушевского, Михаила Драгоманова, Дмитрия Чижевского, Сергея Ефремова, Михаила Туган-Барановского, Вячеслава Липинского, Степана Сирополка и других. Большое количество книг фонда составляют малотиражные публикации украинской диаспоры до 1947 года, а также редкие издания, отличающиеся по внешнему виду: (формат, бумага, иллюстрации, переплёт, размещение текста и иллюстрации и т. д.). Важным вкладом в общий Фонд редких и ценных книг стал дар доктора Юрия Мулика-Луцика (1913—1991), который Киево-Могилянской Академии передала его жена, Валентина Мулик-Луцик (Бонитенко) 2 ноября 1997. Древнейшей печатной книгой общего Фонда редких книг является издание 1676 года, напечатанное в Йене (Германия). Это комментарий и толкование известной книги Гуго Гроция «О праве войны и мира» (De Jure Belli ac Pacis), написанные ректором Йенского университета Валентином Фельтаймом.
Самая большая часть редких и ценных книг относится к коллекции Омельяна Прицака (создана в 2007 г.). Личная коллекция, состоящая из библиотеки, архива, музейных экспонатов, произведений искусства, подарена НаУКМА его вдовой, Ларисой Прицак. Старейшая книга библиотеки находится в коллекции Омельяна Прицака. Это одна из первых печатных арабских книг знаменитого арабского географа, картографа и путешественника аль-Идриси: Abu Abdullah Muhammad bin Muhammad bin 'Abd Allah bin Idris al-Idrisi, 1100—1166. De geographia vniuersali: Hortulus cultissimus, mire orbis regiones, prouincias, insulas, vrbes, earumque dimensiones & orizonta describens / Abu Abdullah Muhammad bin Muhammad bin 'Abd Allah bin Idris al-Idrisi. — Romae: in Typographia Medicea, 1592.
Ведётся работа по созданию полнотекстовой электронной коллекции ценных и редких изданий, хранящихся в библиотеке. Временное размещение — в институциональном репозитарии.